# Chamaesaura anguina
Chamaesaura anguina — вид ящірок роду Хамезаврів родини Поясохвостів. Має 3 підвиди. Інша назва «капський хамезавр».

## Опис
Загальна довжина сягає 70 см. Шкіра на спині коричнева, черево світлішого кольору. Кінцівки редуковані, більш розвинуті задні лапи. Тулуб стрункий, нагадує змію. Значний частину тіла складає хвіст, який є досить ламким.

## Спосіб життя
Полюбляє кам'янистий степ. Швидко пересувається по саванні й серед каміння. Ховається у норах або у щілинах. Харчується комахами та іншими безхребетними.
Це яйцеживородна ящірка. Самиця народжує 6—9 дитинчат.

## Розповсюдження
Це ендемік Африки. Мешкає у Південно-Африканській Республіці, Мозамбіку, Анголі, Республіці Конго, Танзанії, Кенії, Есватіні.

## Підвиди
- Chamaesaura anguina anguina
- Chamaesaura anguina tenuior
- Chamaesaura anguina oligopholis